# ピアノ協奏曲 (アレンスキー)
ピアノ協奏曲 ヘ短調 作品2は、アントン・アレンスキーが1882年に作曲したピアノ協奏曲。1883年にライプツィヒのラーター（Rahter）から出版されており、曲はチェリストのカルル・ダヴィドフに献呈されている。

## 背景
1861年、ノヴゴロドで音楽的素養のある両親の下に生まれたアレンスキーは、早くから音楽の才能を示していた。9歳で既に作曲を行っていた彼は、1879年にサンクトペテルブルク音楽院に入学し、在学中にこのピアノ協奏曲を作曲した。1882年に音楽院を卒業した彼は、「交響曲第1番 ニ短調」で作曲のゴールドメダルを獲得する。その後モスクワ音楽院で対位法と和声学の教授となり、教育者としてラフマニノフ、スクリャービンやグレチャニノフらを育てることになる。またアレンスキーはチャイコフスキーの知遇を得て、教職の傍ら作曲にも旺盛な意欲を見せていった。
ラフマニノフ、スクリャービン、プロコフィエフ、メトネルなど、続く同郷の作曲家がピアノによる音楽表現の拡大を行っていったのに対し、アレンスキーは因習的な態度にとどまっている。その彼のピアノ協奏曲にはショパン、チャイコフスキーをはじめ、メンデルスゾーンを想起させる旋律線、リストを思わせるヴィルトゥオーゾ風のピアノ書法など、多くの先人の影響が垣間見える。曲は出版後まもなくサンクトペテルブルクやモスクワで評判となり、若きホロヴィッツも愛好していた。しかし、やがて曲の軽妙さが外面的であるとの批判につながり、二流の作品という評価に甘んじることになる。

## 演奏時間
約25-26分

## 楽器編成
ピアノ独奏、フルート2、オーボエ2、クラリネット2、ファゴット2、ホルン4、トランペット2、トロンボーン3、ティンパニ、シンバル、弦五部

## 楽曲構成
第1楽章 アレグロ・マエストーソ ヘ短調 4/4拍子
ソナタ形式。威圧的な管弦楽とピアノ独奏の序奏に始まり、ピアノが奏でる第1主題に移行する。ピアノパートにはad libitumと表記された即興的なパッセージが幾度も挿入されている。経過句を挟み、テンポ・トランクィロとなると、再びピアノが主導して第2主題を変イ長調で出す。短いカデンツァを挟んでピウ・アニマートとなり、堂々と第2主題が奏される。簡潔な展開部を経て再現部となり、第1主題はヘ短調、第2主題はヘ長調で出される。そのままコーダとなり楽章を閉じる。
第2楽章 アンダンテ・コン・モート 変ニ長調 3/4拍子
変ロ短調の陰鬱な開始主題から、変ニ長調の夢想的な主題に至る。途中、冒頭のフレーズを回想して劇的に盛り上がり、クライマックスを築く。ピアノは装飾的な音形を弾く。その後夢想的なムードに戻り、冒頭の旋律のこだまを聞きつつも穏やかに楽章を終える。
第3楽章 スケルツォ・フィナーレ （アレグロ・モルト） ヘ短調～ヘ長調 5/4拍子
5/4拍子という珍しい拍子で書かれた終楽章が、全曲中で最も挑戦的である。オーケストラが決然と、単純な主要モチーフを奏でる。途中ヘ長調で民族舞曲を思わせる主題があり、これと冒頭のモチーフに基づく楽想が交代しながら進行する。最後はシンバルを動員しつつ盛り上がり、ヘ長調で全曲を閉じる。